# TUGZip
TUGZip — бесплатный файловый архиватор с открытым исходным кодом, работающий в среде Microsoft Windows. Поддерживает большое количество форматов сжатия и умеет работать с образами дисков, а также имеется возможность шифрования файлов алгоритмами Blowfish, DES, Triple DES и Rijndael. 
TUGZip поддерживает создание самораспаковывающихся архивов (в том числе и шифрованных) и может восстанавливать поврежденные архивы (поддерживает только форматы ZIP и SQX). 
Функциональность программы можно расширить с помощью плагинов.
Присутствует поддержка скриптов для создания бэкапов по расписанию.

## Форматы
TUGZip поддерживает форматы сжатия 7-ZIP, BH, BZ2, CAB, JAR, LZH, LHA, SQX, TAR, TBZ, TGZ, YZ1, ZIP, а также следующие типы файлов на открытие и разархивирование: A, ACE, ARC, ARJ, BIN, C2D, CPIO, DEB, GCA, GZ, GZA, IMG, IMP, ISO, LIB, NRG, RAR, RPM, TAZ, ZOO.
Кроме того, архиватор может сжимать в архивы типа  ACE и RAR, если консольные архиваторы ACE и RAR разместить в каталоге плагинов программы.

## Возможности
Основные возможности и особенности TUGZip:
- Поддержка сторонних плагинов
- Поддержка образов диска (ISO, BIN, NRG, IMG, C2D)
- Интеграция в контекстное меню Проводника Windows (правда, при этом подвисает на архивах с большим количеством файлов (по крайней мере, zip; по крайней мере, версия 3.4.0.2))
- Создание скриптов для автоматической архивации
- Поддержка многотомных архивов
- Шифрование c возможностью использования одного из 6 методов: Blowfish (128-битный ключ), DES (56 и 168-битные ключи), AES (128, 192 и 256-битные ключи)
- Создание самораспаковывающихся архивов, в том числе — с использованием шифрования
- Восстановление поврежденных архивов
- Извлечение группы архивов в один каталог
- Поддержка автоматического сканирования на вирусы с использованием антивирусов
- Поддержка различных языков интерфейса, в том числе русского.
- Проверка обновлений программы через Интернет